# Denis Potoma
Denis Potoma (* 15. února 2000, Svidník) je slovenský fotbalový záložník a bývalý mládežnický reprezentant, od února 2020 působící ve slovenském mužstvu FK Pohronie, kde je na hostování ze Slovanu Bratislava.

## Klubová kariéra
Svoji fotbalovou kariéru začal v Tesle Stropkov, odkud přestoupil v mládežnických letech do Slovanu Bratislava.

### ŠK Slovan Bratislava
V červnu 2016 uzavřel s klubem stejně jako Dominik Greif, Adam Laczkó, Juraj Kotula, Samuel Šefčík, Patrik Pinte a Frederik Valach profesionální kontrakt, nadále však nastupoval za mládež. V ročníku 2018/19 už hrál za třetiligovou juniorku neboli rezervu "belasých", se kterou vybojoval postup do druhé slovenské ligy. Ve stejné sezoně si navíc odbyl debut v "áčku" Slovanu, když ve 32. kole hraném 24. května 2019 proti týmu ŠKF iClinic Sereď (výhra 3:1) nahradil v 86. minutě na hrací ploše Aleksandara Čavriće. Na jaře 2019 "belasí" vybojovali mistrovský titul, na jehož zisku se Potoma částečně podílel. V sezoně 2019/20 za Slovan nenastoupil k žádnému ligovému utkání. Odehrál však dvě střetnutí v domácím poháru, který "belasí" na jaře 2020 vyhráli.

### FK Pohronie (hostování)
V zimním přestupovém období ročníku 2019/20 odešel ze Slovan kvůli většímu zápasovému vytížení na půlroční hostování do mužstva FK Pohronie. Svůj první ligový zápas za Pohronie absolvoval v souboji s ViOnem Zlaté Moravce – Vráble, na hřiště přišel na druhý poločas a v 68. minutě dal gól na 2:1. Pohronie nakonec zvítězilo na hřišti soupeře v poměru 3:1. Na jaře 2020 odehrál osm zápasů.